# Danimarca ai Giochi della XXXI Olimpiade
La Danimarca ha partecipato ai Giochi della XXXI Olimpiade, che si sono svolti a Rio de Janeiro, Brasile, dal 5 al 21 agosto 2016. Sarà la 27ª partecipazione degli atleti danesi ai giochi olimpici estivi.

## Nuoto
| Atleta                                                    | Evento         | Batterie | Batterie   | Semifinali | Semifinali | Finale          | Finale          |
| Atleta                                                    | Evento         | Tempo    | Classifica | Tempo      | Classifica | Tempo           | Classifica      |
| --------------------------------------------------------- | -------------- | -------- | ---------- | ---------- | ---------- | --------------- | --------------- |
| Jeanette Ottesen                                          | 100 m farfalla | 57"15    | 7ª         | 57"47      | 6ª         | 57"17           | 7ª              |
| Pernille Blume Julie Kepp Jensen Sarah Bro Mie Ø. Nielsen | 4×100 m libero | 3:39"45  | 12ª        | N.D.       | N.D.       | non qualificata | non qualificata |
| Lotte Friis                                               |                |          |            |            |            |                 |                 |

| Atleta       | Evento       | Batterie | Batterie   | Semifinali | Semifinali | Finale          | Finale          |
| Atleta       | Evento       | Tempo    | Classifica | Tempo      | Classifica | Tempo           | Classifica      |
| ------------ | ------------ | -------- | ---------- | ---------- | ---------- | --------------- | --------------- |
| Anton Ipsen  | 400 m libero | 3:48"31  | 20ª        | N.D.       | N.D.       | non qualificato | non qualificato |
| Mads Glæsner | 400 m libero | 3:52"59  | 36ª        | N.D.       | N.D.       | non qualificato | non qualificato |